# José Rita
Pour les articles homonymes, voir Rita.
José Bartolomeu Barrocal Rita dos Mártires, appelé plus communément José Rita, est un footballeur portugais né le 2 avril 1932 à Vila Real de Santo António et mort le 7 novembre 1977. Il évolue au poste de gardien de but.

## Biographie
Il passe de nombreuses saisons au Sporting Covilhã en étant gardien titulaire. Transféré au Benfica Lisbonne en 1962, il est gardien remplaçant. Il est toutefois sacré champion du Portugal en 1964.
Il dispute un total de 133 matchs en première division portugaise. Il joue également un match en Coupe d'Europe des clubs champions avec le Benfica.

## Palmarès
Avec le Benfica Lisbonne :
- Champion du Portugal en 1964.
- Vainqueur de la Coupe du Portugal en 1964.
- Finaliste de la Coupe intercontinentale en 1962.